# Gmina Stronie Śląskie
Die Gmina Stronie Śląskie [ˈstrɔɲɛ ˈɕlõscɛ] ist eine Stadt- und Landgemeinde im Powiat Kłodzki der Woiwodschaft Niederschlesien in Polen. Ihr Sitz ist die gleichnamige Stadt (deutsch Seitenberg) mit etwa 5700 Einwohnern.

## Geographie

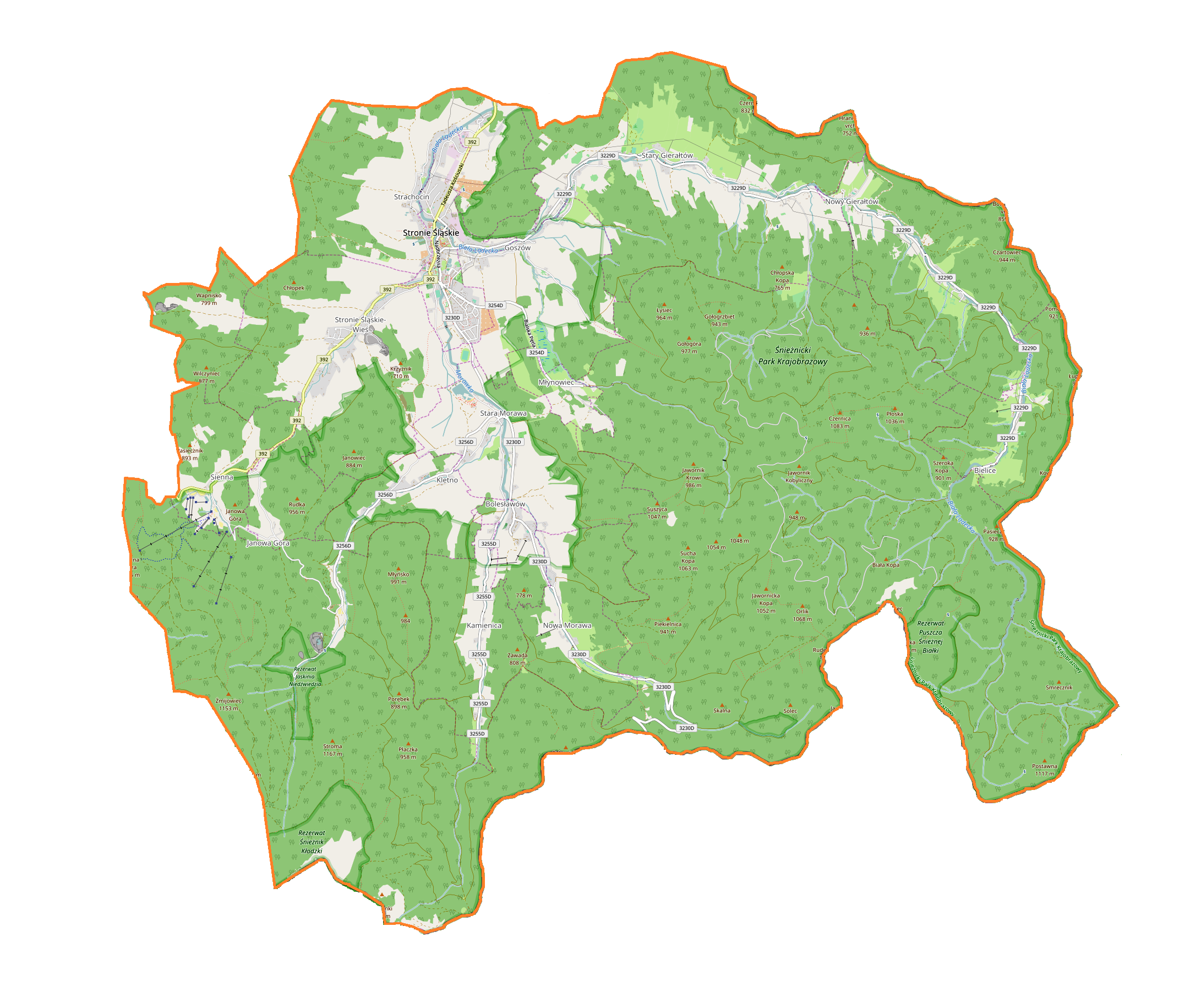
Karte der Gemeinde

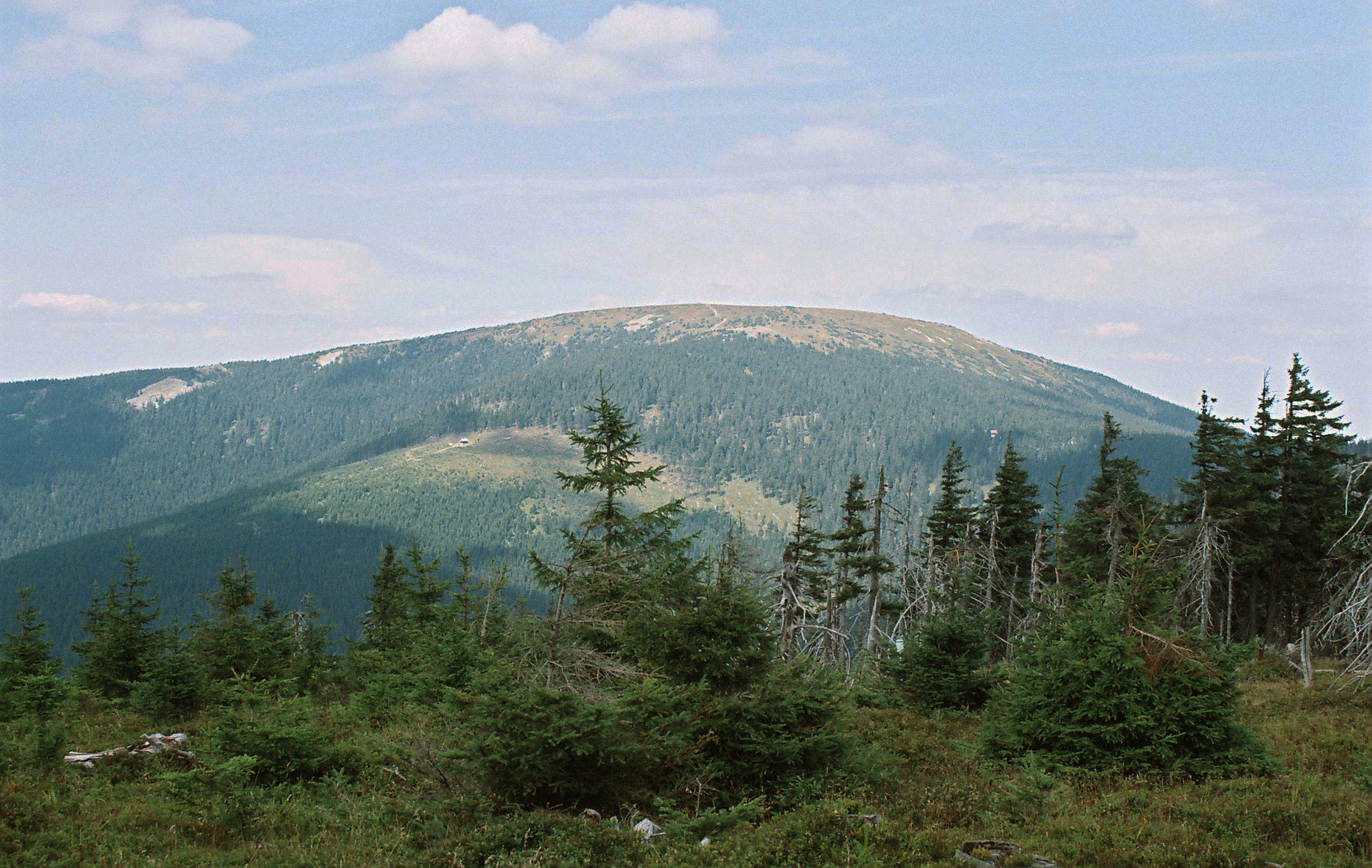
Glatzer Schneeberg im September

Die Gemeinde Stronie Śląskie liegt im äußersten Süden der Woiwodschaft Niederschlesien und grenzt im Osten sowie Süden an Tschechien. Nachbargemeinden in Polen sind Międzylesie im Südwesten, Bystrzyca Kłodzka im Nordwesten und Lądek-Zdrój im Norden. Die Kreisstadt Kłodzko (Glatz) liegt etwa 25 Kilometer nordwestlich, Breslau 120 Kilometer nördlich.
Das Gemeindegebiet liegt am Ostrand des Glatzer Kessels. Die den Hauptort umgebenden Berge gehören zum Glatzer Schneegebirge, dem Bielengebirge und dem Reichensteiner Gebirge. Höchste Erhebung des Gemeindegebietes und des Schneegebirges ist mit 1423 m n.p.m. der Śnieżnik (Glatzer Schneeberg) im Süden des Gemeindegebiets. Wichtigste Gewässer sind die Biała Lądecka (Landecker Biele) und die Morawka (Mohre) deren kleinere Zuflüsse.

## Gemeindepartnerschaften
- Staré Město pod Sněžníkem (Mährisch Altstadt), Tschechien; es liegt südlich des Glatzer Schneebergs.
- La Machine, Frankreich
- Chodzież, Polen
- Dippoldiswalde, Deutschland
- Szikszó, Ungarn

## Gliederung
Zur Stadt- und Landgemeinde Stronie Śląskie gehören die Stadt selbst und zehn Dörfer mit Schulzenämtern, denen weitere Orte zugeordnet sind:
- Bolesławów (Wilhelmsthal)
- Goszów (Gompersdorf)
- Kamienica (Kamnitz)
- Kletno (Klessengrund)
- Nowa Morawa (Neu Mohrau)
- Nowy Gierałtów (Neu Gersdorf)
- Stara Morawa (Alt Mohrau)
- Stary Gierałtów (Alt Gersdorf)
- Strachocin (Schreckendorf)
- Stronie Wieś (Dorf Seitenberg)

Folgende kleinere Dörfer sind den Schulzenämtern zugeordnet:
- Bielice (Bielendorf)
- Janowa Góra (Johannesberg)
- Młynowiec (Mühlbach)
- Rogóżka (Wolmsdorf)
- Sienna (Heudorf)